# Pedro Quijano
Pedro Quijano (Buenos Aires, 17 de diciembre de 1852 - ib., 19 de diciembre de 1931) fue un militar argentino, que fue Gobernador de la Provincia de Formosa entre 1921 y 1925.

## Biografía
No se sabe nada de su infancia , según el Archivo Histórico de Formosa nació el 17 de diciembre de 1852.
Se unió al ejército en 1869 y participó en combate de Cerro Corá y en las Campañas del Desierto. 
Fue ascendido Tte. Coronel en 1920 y un año más tarde fue nombrado Gobernador del Territorio Nacional de Formosa. Desde su cargó con apoyo del gobierno nacional llevó a cabo sangrientas campañas militares contra los aborígenes destacándose en 1922 la masacre contra  dos tribus mocovíes, compuestas por varios centenares de
indios,  en las proximidades del río Bermejo, donde fueron incendiadas sus aldeas, asesinados niños y ancianos. Mientras que los hombres en edad de trabajar fueron deportados en masa a trabajar en obrajes en la vecina provincia de Chaco, como mano de obra esclava; entre ellas a una finca algodonera propiedad del político radical y Presidente Marcelo Torcuato de Alvear. Tres meses después se produciría la masacre de ntonaxac que dejaría un número de medio centenar de aborígenes asesinados.

## Últimos años
El coronel tenía problemas del corazón, desde 1927 hasta su muerte tuvo que ser internado varias veces, falleció el 19 de diciembre a los 79 años de un ataque al corazón.